# حزب آزادی کردستان
حزب آزادی کردستان به اختصار پاک (به کردی: پارتی ئازادیی کردستان)، یک حزب سیاسی ملی‌گرای کُرد است که علیه ایران به فعالیت مسلحانه می‌پردازد. اخیرا حوزه فعالیت آن در شهر‌های مرزی استان کرمانشاه، استان کردستان و استان ایلام بوده است.
حزب آزادی کردستان، میل به استقلال کردستان و برچیدن نهاد‌های ملی مدافع ایرانی تباران، پان ایرانیسم و ایرانی‌گرایی از استان‌های آذربایجان غربی و کردستانو در نتیجه تشکیل دولت کردستان و برافراشتن پرچم کردستان را هدف اصلی خود می‌داند.

## تاریخچه
در سال ۱۳۷۰ اعضای کمیتهٔ کردستان سازمان چریک‌های فدایی خلق ایران – پیرو برنامۀ هویت به رهبری سعید یزدان‌پناه از این سازمان جدا شده و سازمانی به نام اتحاد انقلابیون کردستان را تشکیل دادند. پس از ترور سعید یزدان‌پناه این سازمان دچار انشعاب شد. جناح چپ سازمان با همان نام سابق به فعالیت خود ادامه داد، اما جناح راست تحت رهبری حسین یزدان‌پناه در سال ۱۳۸۵ با برگزاری کنگرهٔ مؤسس خود حزب آزادی کردستان را تشکیل داد.

## فعالیت‌ها
این حزب چند بار دست به انجام عملیات مسلحانه زده‌است. از جمله اقدامات مسلحانهٔ این گروه «حمله به خودروی حشمت الله فلاحت پیشه نماینده اسلام‌آباد غرب و قتل دو نفر از محافظان وی»، «حمله به کلانتری سنندج در سال ۲۰۱۶»، «حمله به کلانتری بوکان» و «حمله به واحدهای ارتش در سنندج» بوده‌است.
این حزب در نبرد علیه داعش شرکت کرد و در جناح اقلیم کردستان عراق جنگید. تا سال ۲۰۱۹ گمان می‌رفت که نیروی مسلح این حزب، جمعاً ۷۰۰ الی ۲۰۰۰ نفر نیروی مسلح دارد.
در ۷ مرداد سال ۱۳۸۷ افراد مسلح حزب پاک در ایوان با تیراندازی‌هایی که از نیمه‌شب تا ساعت ۶ صبح ادامه داشت، ۱ نفر را کشتند.

## عنوان سازمان تروریستی
جمهوری اسلامی ایران حزب پاک را طی سال‌های اخیر در فهرست گروه‌های تروریستی خود قرار داده‌است.

## حملات ایران به پاک
محمد پاکپور فرماندهٔ نیروی زمینی سپاه پاسداران انقلاب اسلامی در ۱ آذر ۱۴۰۱ اعلام کرد که نیروهای قرارگاه حمزه سیدالشهدا سپاه به مقرهای حزب آزادی کردستان (پاک) در منطقهٔ «پردی» در عمق اقلیم کردستان عراق حمله کرده و آن‌ها را منهدم کرده‌است.

## حمایت مالی
پاک در ژوئیه ۲۰۱۶ اعلام کرد که کمک‌های بین‌المللی به آن‌ها کمک خواهد کرد تا «نفوذ ایران در منطقه» را متوقف کنند. همچنین این حزب مستقیماً از عربستان سعودی درخواست کمک کرده‌است. طبق تحلیل‌های استراتفور ممکن است درخواست کمک آنها از سوی عربستان پذیرفته شده‌ باشد. در سپتامبر ۲۰۱۶، پاک اعلام کرد که آموزش نظامی، سلاح و مواد منفجره از ایالات‌متحده دریافت کرده‌است.

## همچنین ببینید
اقلیم کردستان
کومله سازمان کردستان حزب کمونیست ایران
حزب کارگران کردستان
سازمان خبات انقلابی کردستان ایران